# Maulévrier
Maulévrier är en kommun i departementet Maine-et-Loire i regionen Pays de la Loire i nordvästra Frankrike. Kommunen ligger i kantonen Cholet 2e Canton som tillhör arrondissementet Cholet. År 2022 hade Maulévrier 3 206 invånare.

## Befolkningsutveckling
Antalet invånare i kommunen Maulévrier
| Referens: INSEE |